# Pies pomocnik

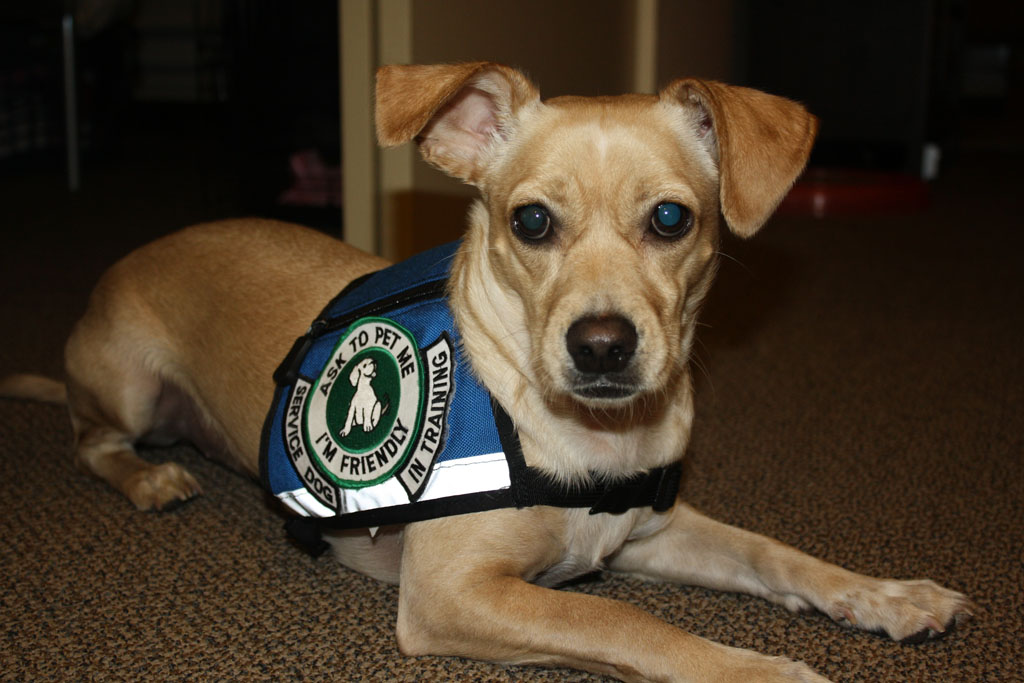
Pies w trakcie szkolenia na pomocnika – ze specjalnym oznakowaniem

Pies pomocnik (ang. service dog), pies opiekun – typ psa towarzyszącego osobie niepełnosprawnej szkolony do wykonywania specyficznej pracy dla swojego opiekuna. Jego praca wymaga koncentracji w opiece nad właścicielem, ignorowania innych ludzi oraz sprawności w różnych niesprzyjających warunkach. Odpowiednio wyszkolony pies stanowi nieocenioną pomoc osobie niepełnosprawnej w pokonywaniu trudności życia codziennego.
Posiada umiejętności:
- pomocy przy poruszaniu się i utrzymaniu równowagi,
- ostrzegania o zagrożeniach i barierach,
- podnoszenia i podawania przedmiotów, zamykania i otwierania drzwi,
- pomocy przy ubieraniu się,
- wzywania pomocy.